# Mu2 Gruis
Mu2 Gruis (μ2 Gru) es una estrella en la constelación de Grus, la grulla, de magnitud aparente +5,12.
Comparte la denominación de Bayer «Mu» con Mu1 Gruis, siendo la separación visual entre ellas de 19 minutos de arco.
Ambas estrellas no están gravitacionalmente ligadas, pese a que encuentran a parecida distancia del sistema solar; mientras que Mu1 Gruis se acerca a nosotros a una velocidad de 7,2 km/s, Mu2 Gruis se aleja a razón de 12,5 km/s.
Mu2 Gruis es una gigante amarillo-anaranjada de tipo espectral G8III.
Tiene una temperatura efectiva de 4900 K y su luminosidad es 66 veces superior a la luminosidad solar.
Su radio es 11,4 veces más grande que el del Sol y su masa 2,5 veces mayor que la masa solar.
En cuanto a su estado evolutivo, su edad se estima en 650 millones de años y en su núcleo interno se produce la fusión nuclear del helio. 
La antes citada Mu1 Gruis, Sadalbari (μ Pegasi), Tyl (ε Draconis) o δ Piscis Austrini son estrellas muy semejantes a Mu2 Gruis.
Mu2 Gruis se encuentra a 265 años luz del sistema solar.
Puede formar un sistema binario con una compañera estelar de la que nada se sabe.